# خايمي رافينيت
خايمي رافينيت (بالإسبانية: Jaime Ravinet)‏ دي لا فوِنتي، من مواليد 17 أكتوبر 1946 في سانتياغو، هو سياسي تشيلي. رئيس بلدية سانتياغو عاصمة شيلي في الفترة من عام 1990 إلى عام 2000.و شغل منصب وزير الإسكان والتخطيط العمراني والملكية الوطنية في الفترة ما بين 2001 إلى 2004 و منصب وزير للدفاع من 2004 و حتى 11 مارس 2006.